# Hronov

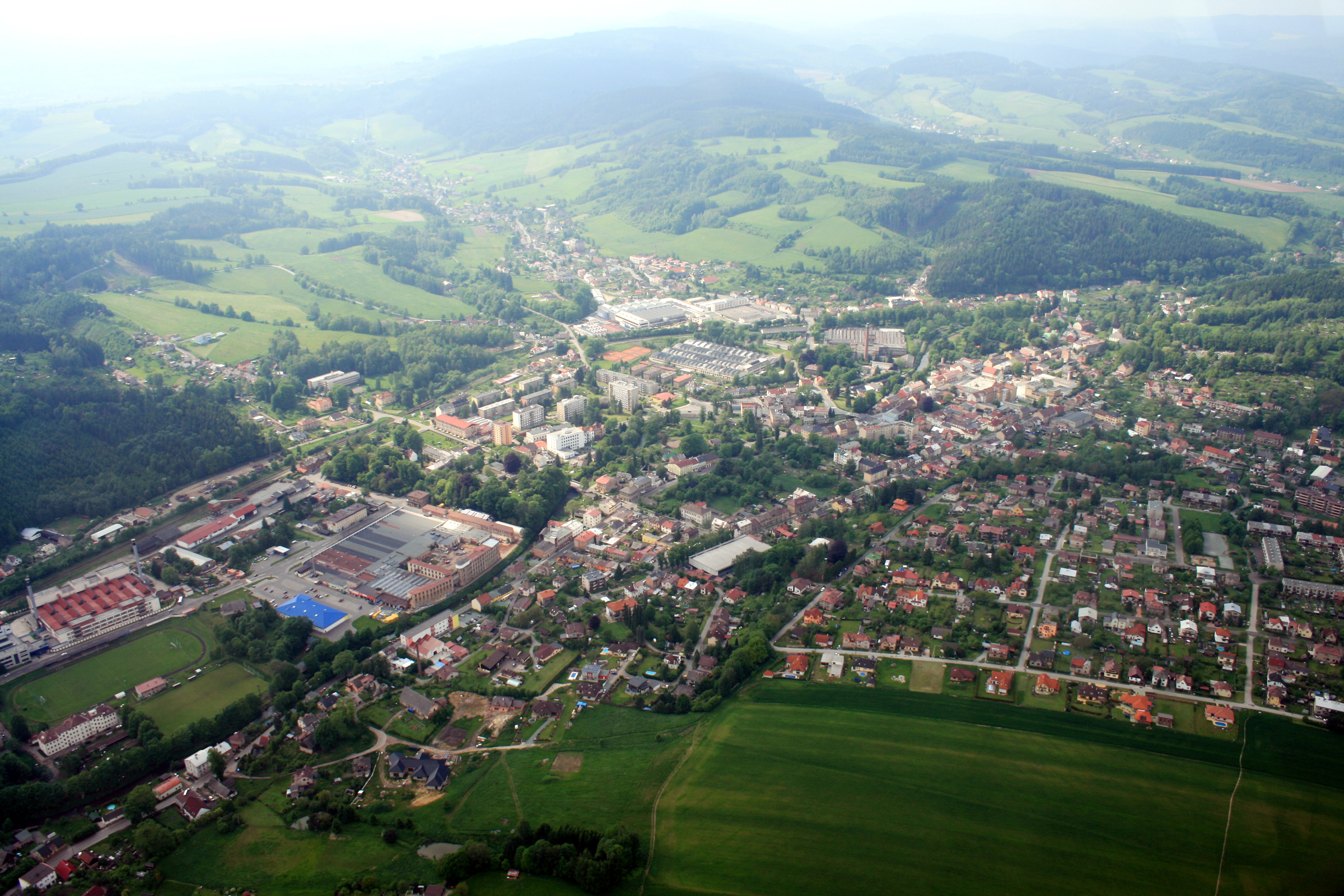
Letecký pohled na Hronov

Hronov (německy  Hronow) je město v okrese Náchod v Královéhradeckém kraji, ležící nedaleko hranice s Polskem, asi 7 km severně od Náchoda. Žije zde přibližně 6 100 obyvatel. Má status obce s pověřeným obecním úřadem. Hronov je známý jako rodiště spisovatele Aloise Jiráska. 
Sousedními městy jsou Police nad Metují, Červený Kostelec, Rtyně v Podkrkonoší, Stárkov, Náchod a v Polsku Kudowa-Zdrój (česky Chudoba); Hronov dále sousedí s městysem Velké Poříčí (jenž byl po několik desetiletí po druhé světové válce jeho součástí), městysem Machov a obcemi Horní Radechová, Velké Petrovice, Bezděkov nad Metují, Žďárky a Vysoká Srbská.

## Přírodní poměry
Město se nachází v Hronovské kotlině na rozhraní Broumovské vrchoviny a Podorlické pahorkatiny. Leží při jižní hranici CHKO Broumovsko  a protéká jím řeka Metuje, jejíž údolí zde dělí Maternickou část (prudkými svahy Jírovy hory směrem k řece) Jestřebích hor (svahy vrcholící kótou Vrše 518 m n. m. a U buku 532 m n. m.) na západní a východní část. Do řeky Metuje se na území Hronova vlévají Zbečnický potok a potok Dřevíč. Směrem k Náchodu se na pravém břehu údolí řeky Metuje prudce zvedají svahy Červenokostelecké pahorkatiny (nad Hronovem do 500 m n. m.)

## Historie
Poprvé se Hronov připomíná v roce 1359, je však přibližně o jedno století starší. Jeho počátky souvisejí s kolonizačním úsilím pana Hrona z Náchoda (1241–1285) z rodu Načeraticů, který zde pravděpodobně založil vodní tvrz. V roce 1415 je Hronov uváděn jako městečko, jež do roku 1848 náleželo k náchodskému panství, stejně jako sousední obce Velký Dřevíč, Velké Poříčí a Žabokrky, zatímco Zbečník a Rokytník příslušely do konce 15. století k machovskému statku, jehož součástí byla také Malá Čermná na kladských hranicích. Jako město je Hronov poprvé uveden v roce 1859.  
V husitské době zřejmě vyznávala většina obyvatel kalich a fara byla zřejmě osazena knězem podobojí. Tak tomu bylo asi po celé 16. století. V roce 1610 byla postavena zděná zvonice místo původní dřevěné. Za třicetileté války (po roce 1634) se střídaly průtahy vojsk císařských a švédských a v červenci 1639 Švédové Hronov vypálili. Z roku 1651 pochází první zpráva o hronovské škole ve staré jednopatrové opuštěné faře. Nová škola, také dřevěná, byla postavena v roce 1688 a sloužila až do roku 1888. Kostel Všech svatých byl tehdy filiálním kostelem náchodského děkanství. V letech 1713–1717 byl barokně přestavěn, když z původní gotické stavby zůstalo pouze kněžiště s částečně dochovaným ostěním jednoho okna. V roce 1725 bylo na dnešní náměstí umístěno mariánské sousoší, jehož stylizované podoby se od poloviny 19. století používalo jako městského znaku. 
V letech 1831–1845 působil v Hronově vlastenecký kněz Josef Regner (1794–1852), známý jako Havlovický z Jiráskovy kroniky U nás. Tehdy (1832) postihla Hronov epidemie cholery. 
Většina obyvatel městečka a okolních obcí se živila zemědělstvím, doplňkovým zdrojem obživy bylo domácké tkalcovství. Vybudováním železnice z Chocně do Broumova (1875) nastal na Hronovsku v 80. letech 19. století mohutný rozvoj textilního průmyslu, ve městě vznikla přádelna bavlny a několik mechanických tkalcoven. Kromě textilu se ve městě rozvíjela strojírenská výroba. Důsledkem byl růst počtu obyvatelstva z 1 682 v roce 1880 na 4 600 v roce 1910. 
V září 1949 po složitých jednáních došlo ke sloučení Hronova se sousedními obcemi Velkým Poříčím, Zbečníkem, Velkým Dřevíčem, Rokytníkem a Žabokrky. Malá Čermná byla připojena až v roce 1960.

## Části města
Hronov se skládá z šesti katastrálních území a šesti částí obce:
- Hronov
- Malá Čermná
- Rokytník
- Velký Dřevíč
- Žabokrky
- Zbečník

Od 23. září 1949 do 31. srpna 1990 k městu patřilo i Velké Poříčí.

## Kultura
- Na počest hronovského rodáka Aloise Jiráska se zde od roku 1931 vždy v srpnu pořádá nejstarší evropský festival amatérského divadla Jiráskův Hronov.

## Sport
Od roku 1928 se zde pořádá běžecký závod Hronov – Náchod.
Sportovní kluby v Hronově:
- AFK Hronov (fotbal)[6]
- HC WIKOV Hronov (hokej)[7]
- VK Hronov (volejbal)[8]

## Pamětihodnosti
- Kostel Všech svatých, původně z roku 1359, v 18. století nově vystavěn
- Mariánský sloup na náměstí z roku 1725 se sochami sv. Václava, Vojtěcha, Prokopa a Zikmunda na podstavci, s reliéfy sv. Josefa, Jana Křtitele, Petra a Máří Magdaleny
- Divadlo a muzeum Aloise Jiráska
- Jiráskův rodný dům
- Pamětní deska Josefa Čapka a Heleny Čapkové v místě, kde stával jejich rodný dům (Hostovského 910)
- Jiráskův buk
- Knahlova chalupa[9] (Antonín Knahl založil hronovské ochotnické divadlo)
- Hronovka a Regnerka – minerální prameny nacházející se v hronovském parku nedaleko Jiráskova rodného domu
- Čapkův mlýn (na přelomu 19. a 20. století patřil Karlovi a Heleně Novotným, prarodičům Heleny, Josefa a Karla Čapkových)[10]

## Osobnosti

### Rodáci
- Antonín Knahl (1801–1883), hodinář, divadelník a obrozenec, zakladatel ochotnického spolku v Hronově, jednoho z prvních souborů amatérského divadla v Čechách
- Jan Křtitel Knahl (1825–1901), hudební skladatel a sbormistr
- Alois Jirásek (1851–1930), spisovatel a dramatik; je pochován na místním hřbitově, jeho hrob vytvořil sochař Jaroslav Horejc
- Vilém Bitnar (1874–1948), literární historik; narozen v dnešní části Hronova – Zbečníku
- Paula Gans (1883–1941), malířka zátiší, portrétů a aktů
- Helena Čapková (1886–1961), spisovatelka
- Josef Čapek (1887–1945), malíř a spisovatel
- Jindřich Freiwald (1890–1945), architekt, autor hronovského divadla
- Josef Beneš (1901–1970), filozof
- Egon Hostovský (1908–1973), spisovatel
- Vladimír Šolín (1911–2002), překladatel, hudební kritik a publicista
- Emanuel Kaněra (1921–1979), kreslíř, dramatik, filmový režisér a scenárista
- Jaroslav Meier (1923–2001), slovenský a český varhaník a hudební skladatel
- Josef Lamka (1931–2009), výtvarník, scenárista, režisér a animátor
- Antonie Denygrová (1934–2019), operní pěvkyně
- Jan Filip (* 1949), hudební pedagog, zakladatel a kapelník folkové skupiny Kantoři
- Jaroslav Malý (* 1951), německý hokejista

### Osobnosti spjaté s Hronovem
- Josef Regner (1794–1852), vlastenecký katolický kněz, působil na faře v Hronově, narodil se v Havlovicích (odsud řečený Havlovický v Jiráskově kronice U nás)
- Josef Václav Sládek (1845–1912), v letech 1890–1900 pobýval v Malé Čermné, zasloužil se mj. o výstavbu maločermenské školy; narodil se ve Zbirohu
- Antonín Čapek (1855–1929), lázeňský a báňský lékař, otec bratří Čapků; během jeho lékařské praxe v Hronově se zde narodili Helena Čapková a Josef Čapek; narodil se v Žernově
- Filip Oberländer (1875–1911), cestovatel a dobrodruh, hronovský továrník
- Adolf Kašpar (1877–1934), malíř a ilustrátor; ilustroval starý Hronov (kronika U nás)
- Božena Jelínková-Jirásková (1880–1951), malířka, dcera Aloise Jiráska; zemřela v Hronově
- Karel Čapek (1890–1938), spisovatel; v Hronově pobýval u prarodičů na prázdninách
- Friedl Dicker-Brandeisová  (1898–1944), rakousko-česká výtvarnice a pedagožka; v letech 1938–1942 žila v Hronově
- Jarmila Hassan Abdel Wahab (1917–1996), pěvkyně; v letech 1962–1975 žila v Hronově-Žabokrkách
- Otto Sagner (1920–2011), německý knihkupec a nakladatel; v Hronově chodil několik let do měšťanské školy, (byl na tzv. handlu v Hronově – Žabokrkách)
- Jan Špáta (1932–2006), kameraman a režisér dokumentárních filmů; v Hronově strávil dětství
- Jaroslava Potměšilová (1936-2024), hudební pedagožka a varhanice, spjata s Hronovem
- Ivo Švorčík (1937–2004), akademický malíř; vyrůstal a žil v Hronově
- Jan Žďárek (* 1938), entomolog; vyrůstal v Hronově;
- Edmund Schmidt (* 1943), fotbalista; žil a začínal v Hronově
- Jan Birke (* 1969), politik, starosta města Náchoda; dětství prožil v Hronově
- Miloš Meier (* 1984), bubeník; dětství strávil v Hronově
- Jaroslav Zelený (* 1992) fotbalista; s fotbalem začínal v AFK Hronov
- Radim Šalda (* 1999), hokejista; vyrůstal v Hronově, začínal v HC Wikov Hronov

## Zajímavosti
- Na Hronovsku bylo roku 1901 nejsilnější zaznamenané zemětřesení[11] na území České republiky o síle 4,7 – 5 Richterovy škály.[12] Bylo způsobeno Hronovsko-Poříčskou poruchou, která může vytvořit až zemětřesení o intenzitě 7 stupňů (dle Mercalliho stupnice).[13]
- U pivovarského rybníka vlastnil Alois Jirásek letní sídlo, kde se setkal s T. G. Masarykem. Dodnes tam stojí pomník znázorňující, jak si Masaryk s Jiráskem podávají ruce.
- Nedaleko sochy Aloise Jiráska pramení ze země sirný pramen, zvaný mezi místními „Prdlavka“ (správně jde o minerální prameny Hronovku a Regnerku).[14] Jeho charakteristický zápach po zkažených vejcích je cítit na metry daleko a specifickou chutí se stává opravdu raritou. Tato minerální voda má podle místních mnoho léčivých účinků.
- V místní části Hronova Zbečník (de facto jde již o katastr místní části Rokytník) se v lese Maternici nachází Skalákova studánka. Její voda byla považována za léčivou. Za epidemie cholery v roce 1832 jí lidé používali jako lék.

## Partnerská města
- Bielawa, Polsko
- Kudowa-Zdrój, Polsko
- Warrington, Spojené království

## Galerie

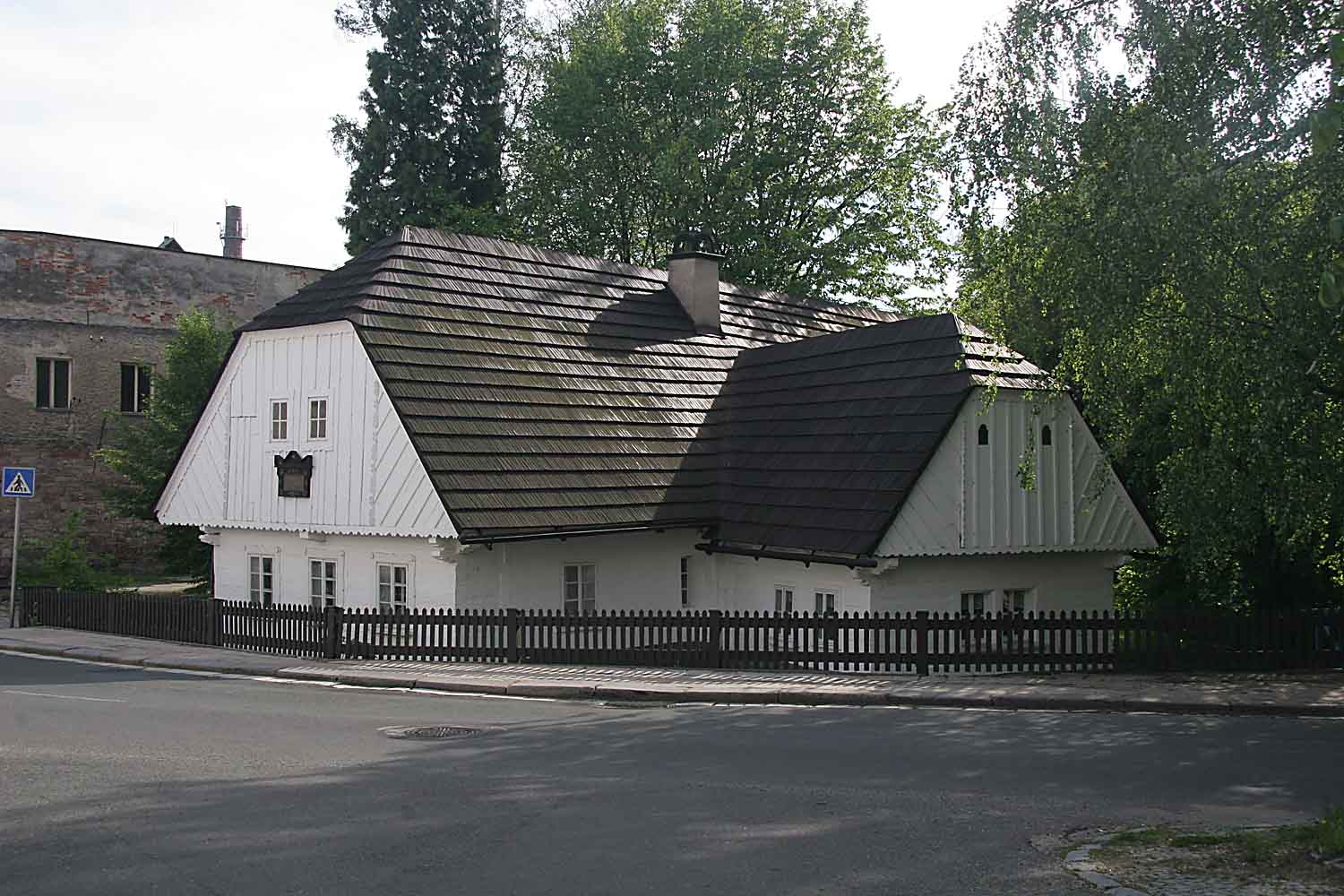
Rodný dům Aloise Jiráska v Hronově
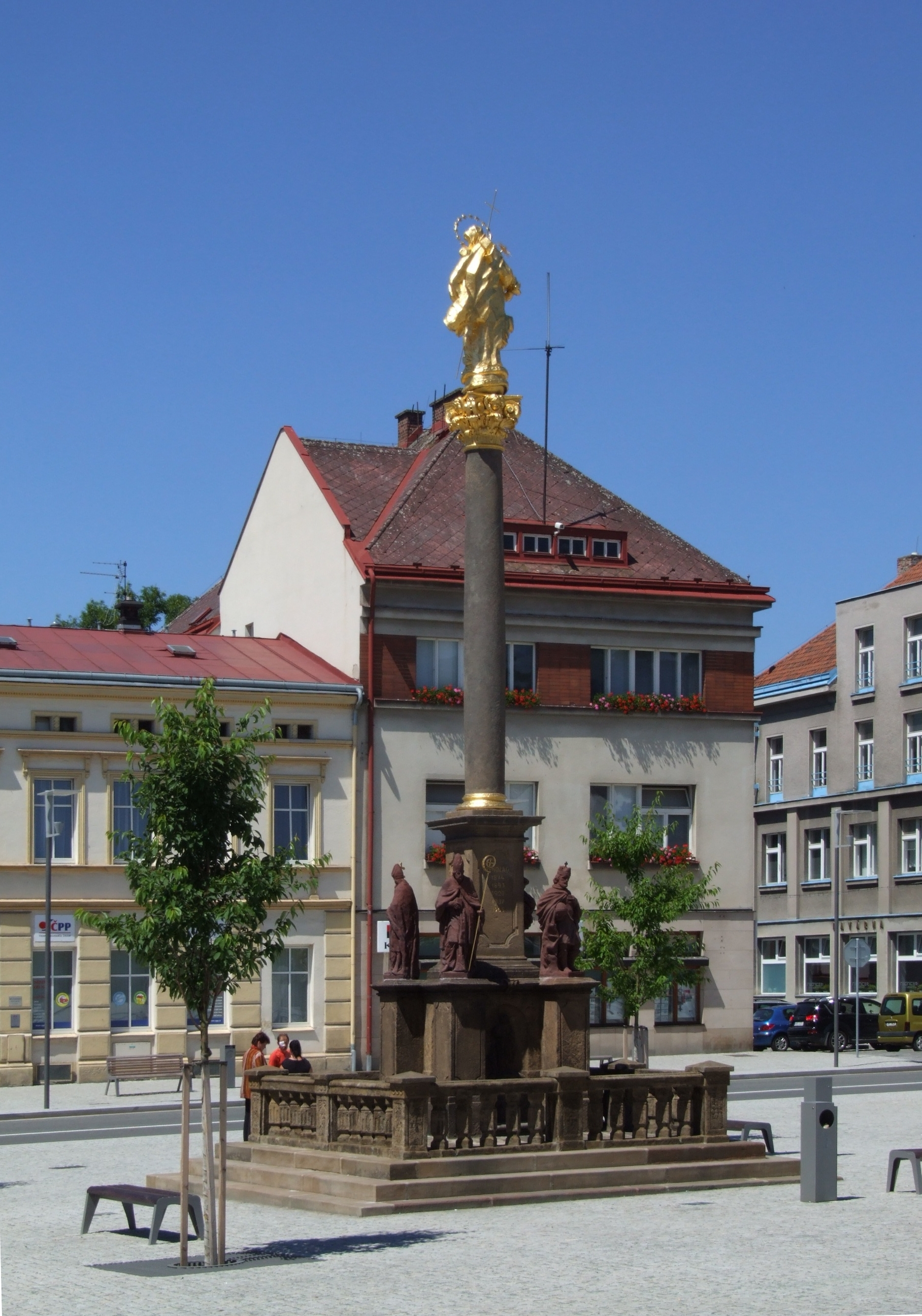
Sloup P. Marie na náměstí
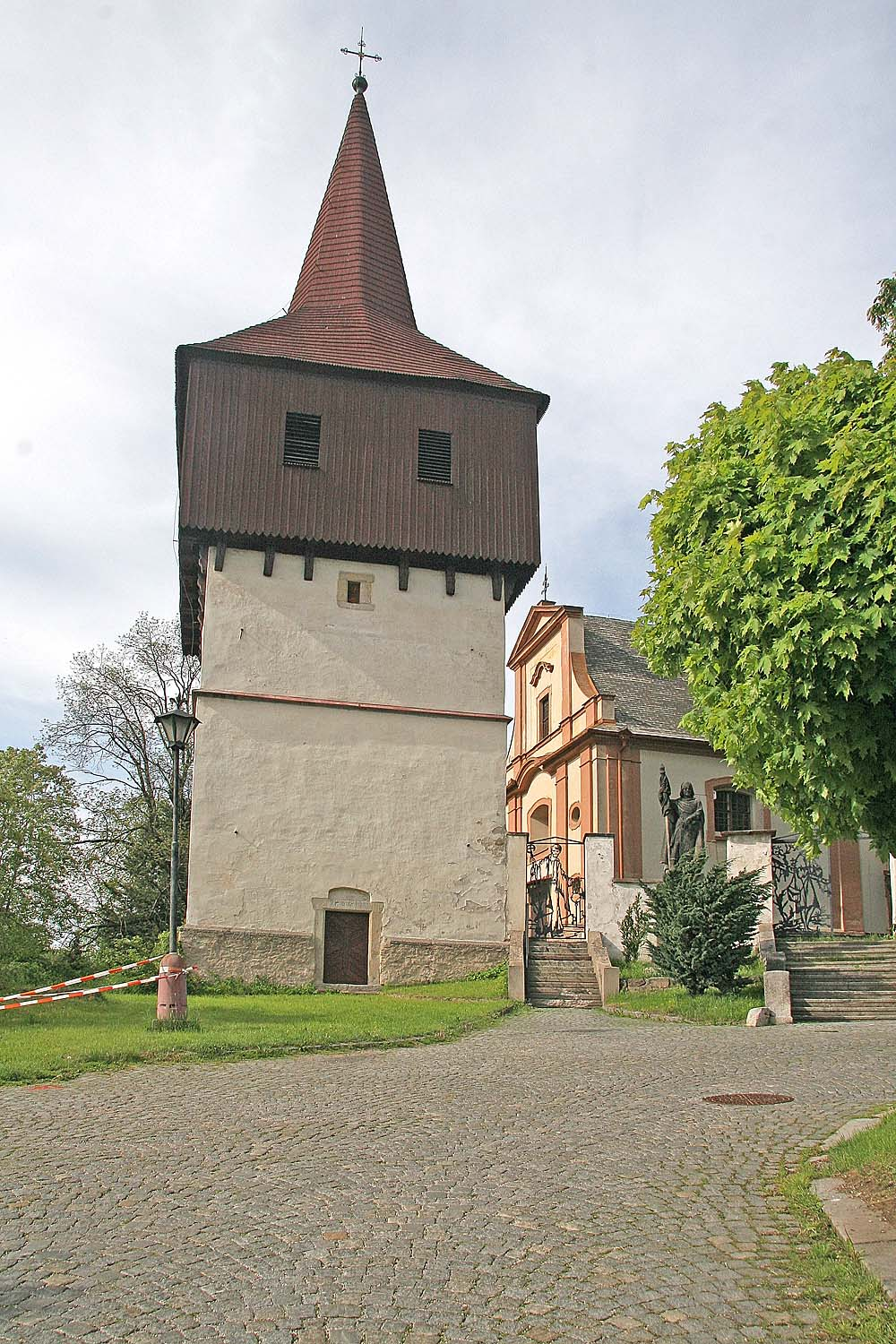
Zvonice u kostela Všech Svatých
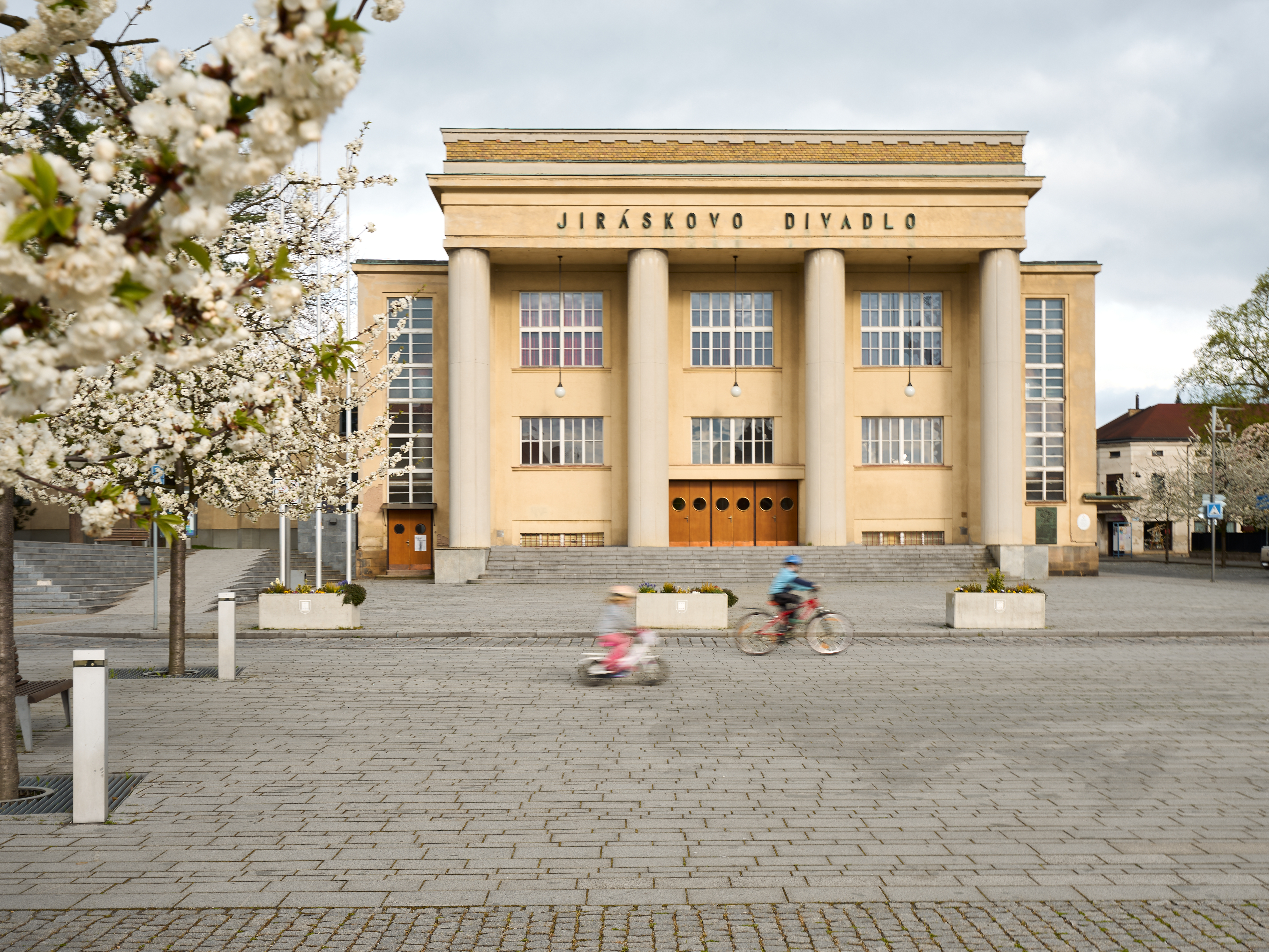
Jiráskovo divadlo od Jindřicha Freiwalda
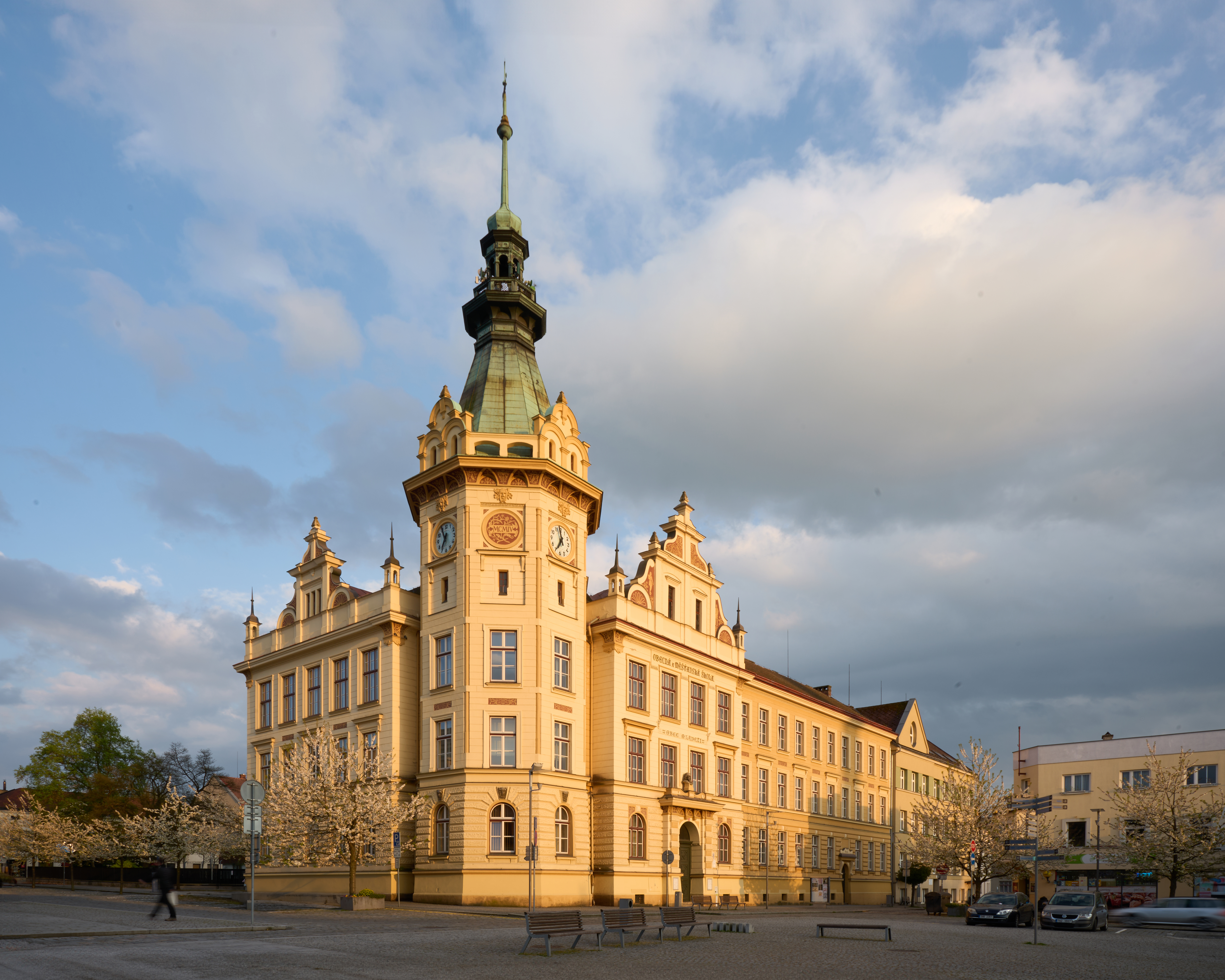
Budova měšťanské školy na náměstí naproti Jiráskovu divadlu
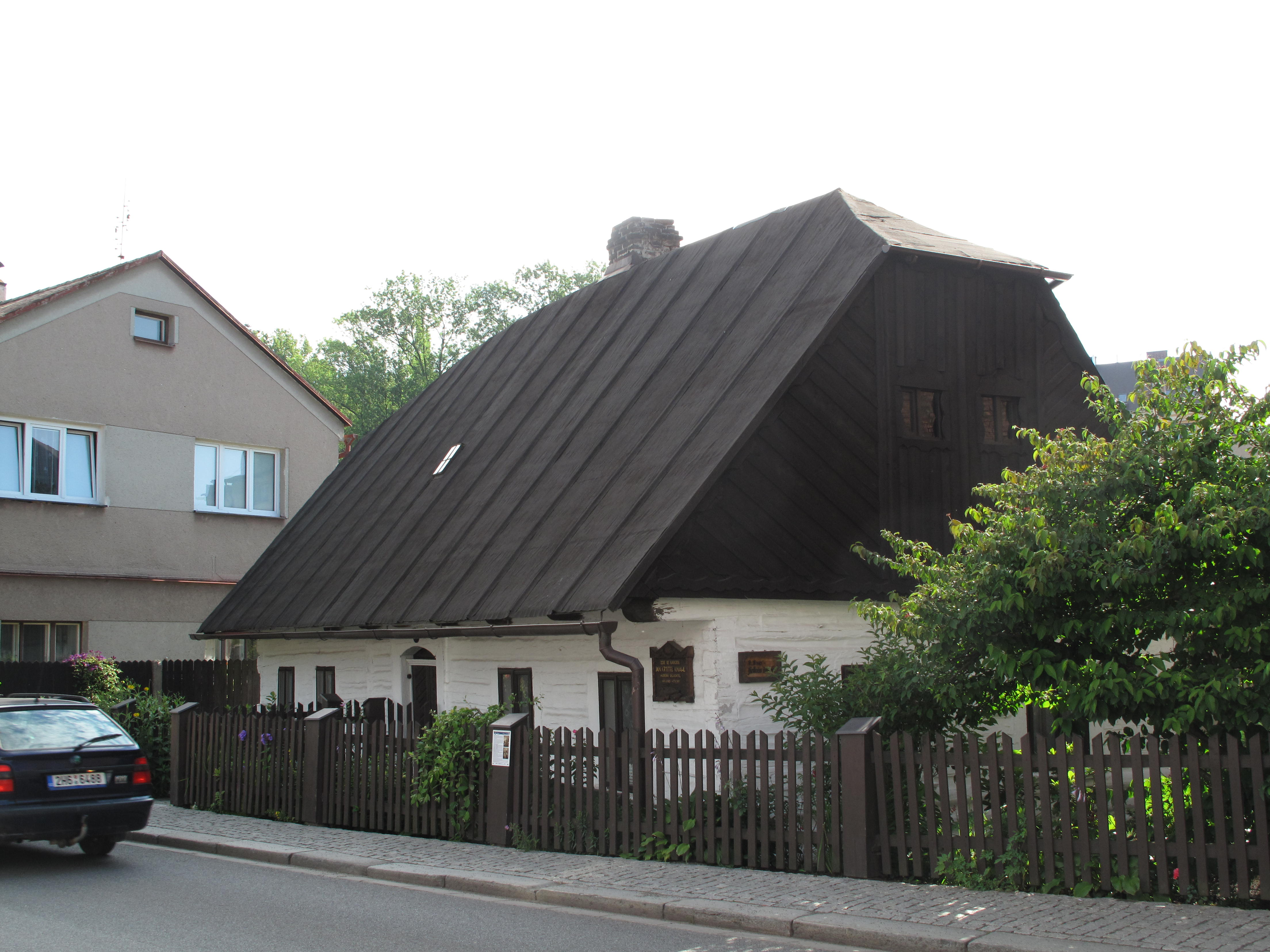
Rodný domek Jana Křtitele Knahla
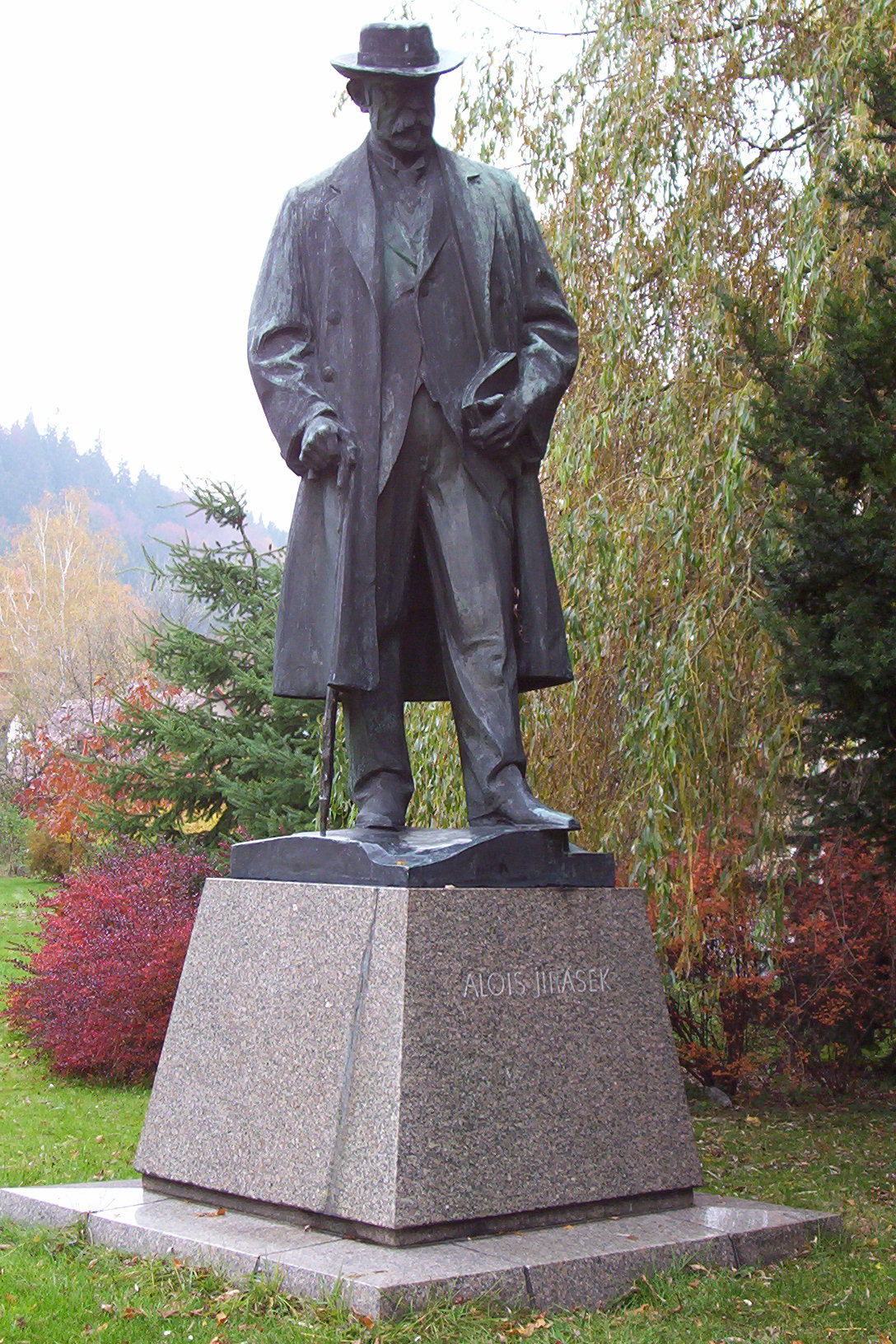
Socha Aloise Jiráska v hronovském parku
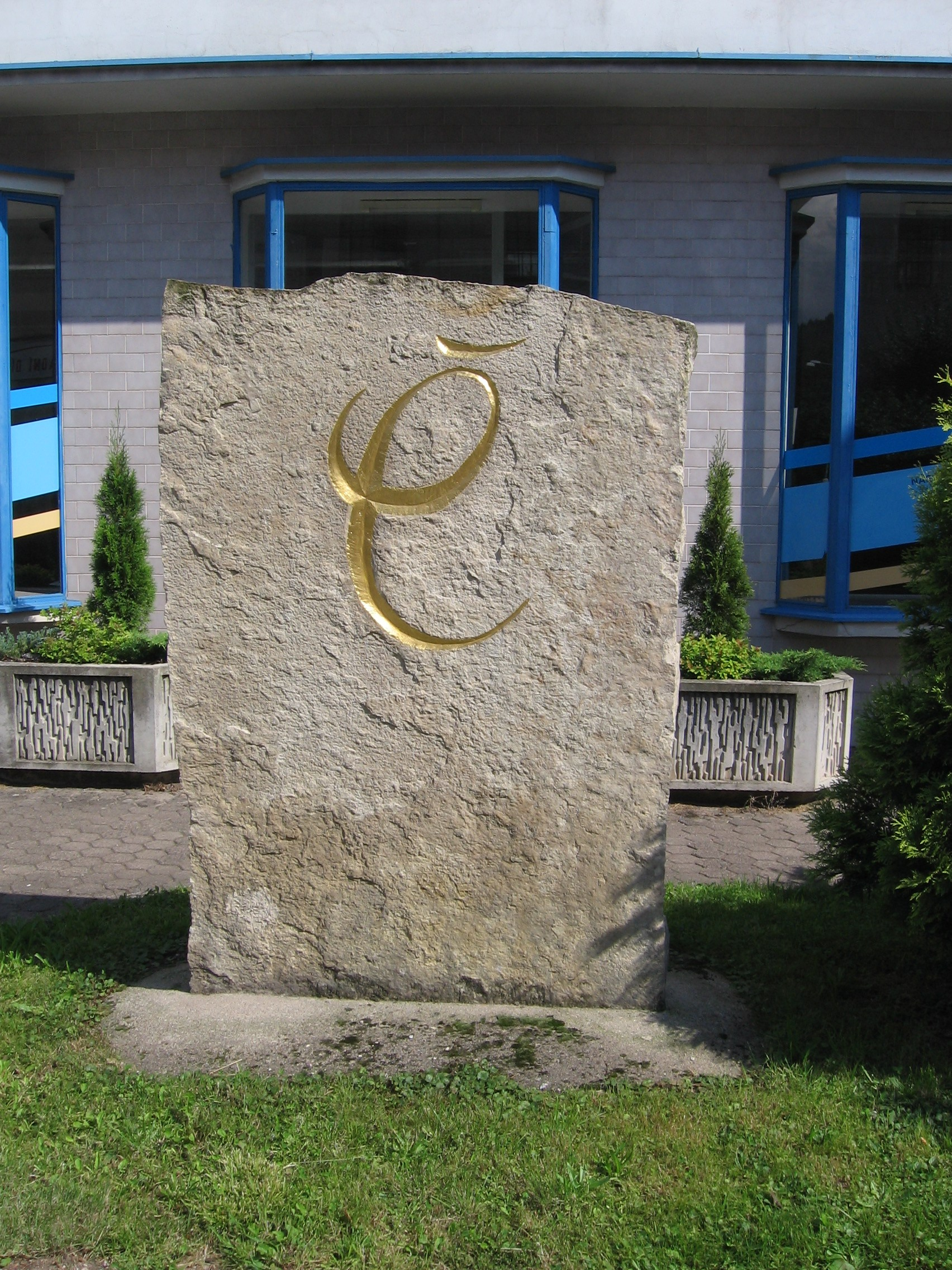
Památník Heleny a Josefa Čapkových
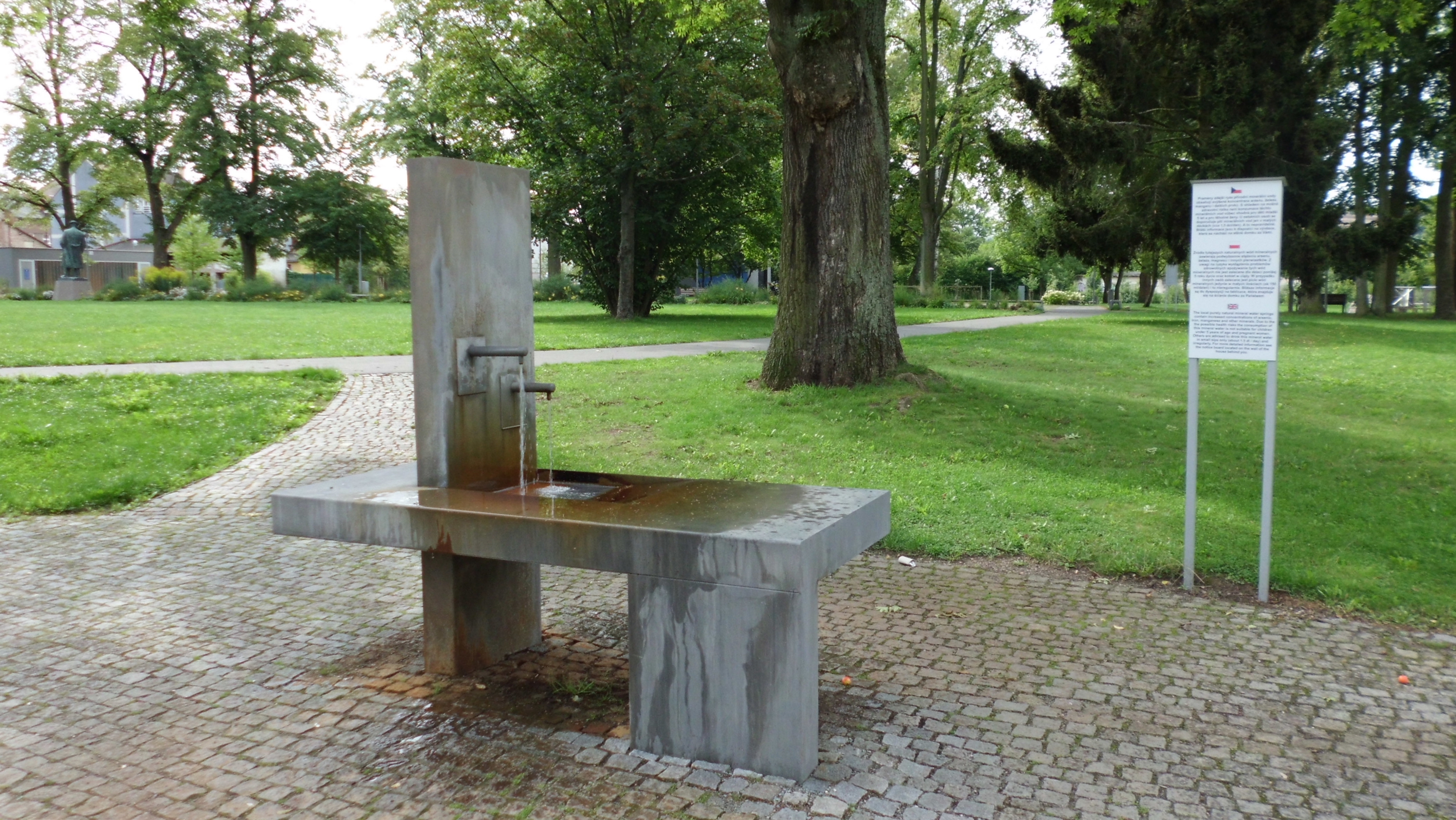
Prameny Regnerka a Hronovka
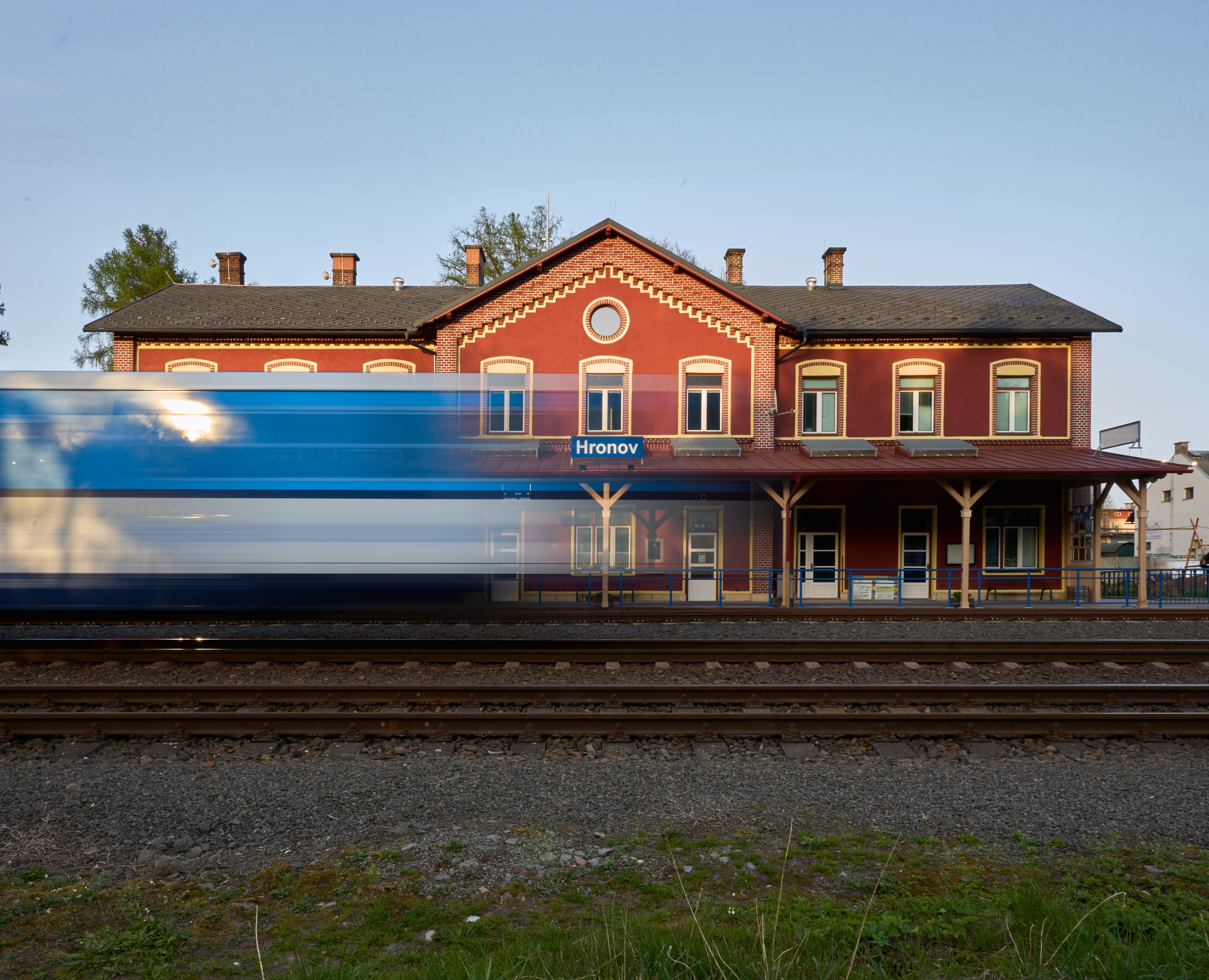
Železniční stanice